# Símbolo del sistema de Windows
El símbolo del sistema (en inglés: 'Command Prompt', también conocido como cmd.exe o simplemente cmd) es el intérprete de comandos en OS/2 y sistemas basados en Windows NT (incluyendo Windows 2000, Windows XP, Windows Server 2003, Windows Vista, Windows 7, Windows 8, Windows 8.1, Windows 10 y Windows 11). Es el equivalente de COMMAND.COM en MS-DOS y sistemas de la familia Windows 8.1x.
A diferencia de su antecesor (COMMAND.COM), este programa es tan solo una aplicación, no es una parte del sistema operativo y no posee la función de cargar la configuración al arrancar el sistema.
Muchas funciones que se realizan desde la interfaz gráfica de algún sistema operativo son enviadas al símbolo del sistema, que es el encargado de ejecutarlas. Esto no es del todo cierto en Windows debido a que hay muchas más opciones realizables que no son enviadas al símbolo del sistema y en su lugar se ejecutan mediante scripts.

## Comandos del símbolo del sistema
| Comando     | Función |
| ----------- | --- |
| ASSOC       | Muestra o modifica las asociaciones de las extensiones de archivos.                                                   |
| ATTRIB      | Muestra o cambia los atributos del archivo.                                                                           |
| BCDEDIT     | Establece propiedades en la base de datos de arranque para controlar la carga del arranque.                           |
| BREAK       | Establece o elimina la comprobación extendida de Ctrl+C.                                                              |
| CACLS       | Muestra o modifica las listas de control de acceso (ACLs) de archivos.                                                |
| CALL        | Llama a un programa por lotes desde otro.                                                                             |
| CD          | Muestra el nombre del directorio actual o cambia a otro directorio.                                                   |
| CHCP        | Muestra o establece el número de página de códigos activa.                                                            |
| CHDIR       | Muestra el nombre del directorio actual o cambia a otro directorio.                                                   |
| CHKDSK      | Comprueba un disco y muestra un informe de su estado.                                                                 |
| CHKNTFS     | Muestra o modifica la comprobación de disco al arrancar.                                                              |
| CLS         | Borra la pantalla. |
| CMD         | Inicia una nueva instancia del intérprete de comandos de Windows                                                      |
| COLOR       | Establece los colores de primer plano y fondo predeterminados de la consola.                                          |
| COMP        | Compara el contenido de dos archivos o un conjunto de archivos.                                                       |
| COMPACT     | Muestra o cambia el estado de compresión de archivos en particiones NTFS.                                             |
| CONVERT     | Convierte volúmenes FAT a volúmenes NTFS. No puede convertir la unidad actual.                                        |
| COPY        | Copia uno o más archivos en otra ubicación.                                                                           |
| DATE        | Muestra o establece la fecha.                                                                                         |
| DEL         | Elimina uno o más archivos.                                                                                           |
| DIR         | Muestra una lista de archivos y subdirectorios en un directorio.                                                      |
| DISKPART    | Muestra o configura las propiedades de partición de disco.                                                            |
| DOSKEY      | Edita líneas de comando, recupera comandos de Windows y crea macros.                                                  |
| DRIVERQUERY | Muestra el estado y las propiedades actuales del controlador de dispositivo.                                          |
| ECHO        | Muestra mensajes, o activa y desactiva el eco.                                                                        |
| ENDLOCAL    | Termina la búsqueda de cambios de entorno en un archivo por lotes.                                                    |
| ERASE       | Elimina uno o más archivos.                                                                                           |
| EXIT        | Sale del programa CMD.EXE (intérprete de comandos).                                                                   |
| FC          | Compara dos archivos o conjunto de archivos y muestra las diferencias entre ellos.                                    |
| FIND        | Busca una cadena de texto en uno o más archivos.                                                                      |
| FINDSTR     | Busca cadenas en archivos.                                                                                            |
| FOR         | Ejecuta el comando especificado para cada archivo en un conjunto de archivos.                                         |
| FORMAT      | Formatea un disco para usarse con Windows.                                                                            |
| FSUTIL      | Muestra o configura las propiedades del sistema de archivos.                                                          |
| FTYPE       | Muestra o modifica los tipos de archivo usados en asociaciones de extensión de archivo.                               |
| GOTO        | Direcciona el intérprete de comandos de Windows a una línea con etiqueta en un programa por lotes.                    |
| GPRESULT    | Muestra información de directiva de grupo por equipo o usuario.                                                       |
| GRAFTABL    | Permite a Windows mostrar un juego de caracteres extendidos en modo gráfico.                                          |
| HELP        | Proporciona información de Ayuda para los comandos de Windows.                                                        |
| ICACLS      | Muestra, modifica, hace copias de seguridad o restaura listas de control de acceso (ACL) para archivos y directorios. |
| IF          | Ejecuta procesos condicionales en programas por lotes.                                                                |
| LABEL       | Crea, cambia o elimina la etiqueta del volumen de un disco.                                                           |
| MD          | Crea un directorio.                                                                                                   |
| MKDIR       | Crea un directorio.                                                                                                   |
| MKLINK      | Crea vínculos simbólicos y vínculos físicos                                                                           |
| MODE        | Configura un dispositivo de sistema.                                                                                  |
| MORE        | Muestra la información pantalla por pantalla.                                                                         |
| MOVE        | Mueve uno o más archivos de un directorio a otro en la misma unidad.                                                  |
| OPENFILES   | Muestra archivos compartidos abiertos por usuarios remotos como recurso compartido de archivos.                       |
| PATH        | Muestra o establece una ruta de búsqueda para archivos ejecutables.                                                   |
| PAUSE       | Suspende el proceso de un archivo por lotes y muestra un mensaje.                                                     |
| POPD        | Restaura el valor anterior del directorio actual guardado por PUSHD.                                                  |
| PRINT       | Imprime un archivo de texto.                                                                                          |
| PROMPT      | Cambia el símbolo de comandos de Windows.                                                                             |
| PUSHD       | Guarda el directorio actual y después lo cambia.                                                                      |
| RD          | Quita un directorio.                                                                                                  |
| RECOVER     | Recupera la información legible de un disco dañado o defectuoso.                                                      |
| REM         | Registra comentarios (notas) en archivos por lotes o CONFIG.SYS.                                                      |
| REN         | Cambia el nombre de uno o más archivos.                                                                               |
| RENAME      | Cambia el nombre de uno o más archivos.                                                                               |
| REPLACE     | Reemplaza archivos.                                                                                                   |
| RMDIR       | Quita un directorio.                                                                                                  |
| ROBOCOPY    | Utilidad avanzada para copiar archivos y árboles de directorios                                                       |
| SC          | Muestra o configura servicios (procesos en segundo plano).                                                            |
| SCHTASKS    | Programa comandos y programas para ejecutarse en un equipo.                                                           |
| SET         | Muestra, establece o quita variables de entorno de Windows.                                                           |
| SETLOCAL    | Inicia la localización de los cambios de entorno en un archivo por lotes.                                             |
| SHIFT       | Cambia la posición de parámetros reemplazables en archivos por lotes.                                                 |
| SHUTDOWN    | Permite el apagado local o remoto de un equipo.                                                                       |
| SORT        | Ordena la salida. |
| START       | Inicia otra ventana para ejecutar un programa o comando especificado.                                                 |
| SUBST       | Asocia una ruta de acceso con una letra de unidad.                                                                    |
| SYSTEMINFO  | Muestra las propiedades y la configuración específicas del equipo.                                                    |
| TASKKILL    | Termina o interrumpe un proceso o aplicación que se está ejecutando.                                                  |
| TASKLIST    | Muestra todas las tareas en ejecución, incluidos los servicios.                                                       |
| TIME        | Muestra o establece la hora del sistema.                                                                              |
| TITLE       | Establece el título de la ventana de una sesión de CMD.EXE.                                                           |
| TREE        | Muestra gráficamente la estructura de directorios de una unidad o ruta de acceso.                                     |
| TYPE        | Muestra el contenido de un archivo de texto.                                                                          |
| VER         | Muestra la versión de Windows.                                                                                        |
| VERIFY      | Comunica a Windows si debe comprobar que los archivos se escriben de forma correcta en un disco.                      |
| VOL         | Muestra la etiqueta del volumen y el número de serie del disco.                                                       |
| XCOPY       | Copia archivos y árboles de directorios.                                                                              |
| WMIC        | Muestra información de WMI en el shell de comandos interactivo.                                                       |

## Scripts
El subsistema MS-DOS, además de ejecutar archivos con formato .exe (ejecutable) de 16 bits, también interpreta una serie de scripts con formato .bat (BATCH) y .sys, (SISTEMA). Por ejemplo, los archivos de configuración autoexec.bat y config.sys son scripts incluidos en el sistema y que están compuestos por comandos (tanto internos como externos) para realizar una serie de tareas. Todos los scripts pueden editarse con un editor de texto plano (por ej. el Bloc de notas de Windows).
Por ejemplo, al ejecutar el siguiente script (.bat):
```
del C:\Archivo.txt
start 
http://www.pagina.com
```

se eliminará C:\Archivo.txt y se abrirá el navegador web predeterminado en http://www.pagina.com.